# Histoires pour tous
Histoires pour tous (手塚治虫 THE BEST, Tezuka Osamu the best, littéralement « Le meilleur d'Osamu Tezuka ») est un recueil d'histoires courtes sous forme de manga scénarisé et illustré par Osamu Tezuka. Il a été édité au Japon en vingt tomes par Shūeisha entre novembre 1998 et février 2002. La version française a été éditée par Delcourt entre mai 2006 et juin 2011 dans la collection « Fumetsu ».
La majorité de ces histoires sont parues dans les années 1970, notamment par l'intermédiaire des magazines Weekly Shōnen Jump et Weekly Shōnen Sunday, bien que les années 1950 et 1980 soient aussi représentées.

## Liste des volumes
NB : la liste des histoires de chacun des tomes présentés ci-dessous correspond à l'édition française, l'ordre et le contenu des volumes pouvant être différent de celui de l'édition japonaise.
| no | Japonais        | Japonais      | Français         | Français          |
| no | Date de sortie  | ISBN          | Date de sortie   | ISBN              |
| --- | --------------- | ------------- | ---------------- | ----------------- |
| 1 | 4 novembre 1998 | 4-08-872632-4 | 24 mai 2006      | 978-2-7560-0243-9 |
| Liste des chapitres : - Histoire 1 : Destination 1985 (1985への出発, 1985 e no shuppatsu) - Histoire 2 : Zéphyrus (ZEPHYRUS ゼフィルス) - Histoire 3 : La Montagne qui pleure (モンモン山が泣いてるよ, Monmon yama ga nai teru yo) - Histoire 4 : Le Fils du parrain (ゴッドファーザーの息子, Goddofāzā no musuko) - Histoire 5 : Forteresse de papier (紙の砦, Kami no toride) - Histoire 6 : Le Blues du ventre vide (すきっ腹のブルース, Sukippara no burūsu) |                 |               |                  |                   |
| 2 | 3 décembre 1998 | 4-08-872650-2 | 30 juillet 2006  | 978-2-7560-0244-6 |
| Liste des chapitres : - Histoire 1 : Le Môme Tombe-la-pluie (雨ふり小僧, Amefuri kozō) - Histoire 2 : Tu-m'vois-pu-bouh ! (いないいないばあ, Inaīnaibā) - Histoire 3 : Terre-pure-morve-au-nez (はなたれ浄土, Hanatare jōdo) - Histoire 4 : Aku-Emon le mauvais (悪右衛門, Akūemon) |                 |               |                  |                   |
| 3 | 8 janvier 1999  | 4-08-872656-1 | 25 octobre 2006  | 978-2-7560-0426-6 |
| Liste des chapitres : - Histoire 1 : Le Voyage de Roro (ロロの旅路, Roro no tabiji) - Histoire 2 : Musa l'écureuil volant (モモンガのムサ, Momonga no musa) - Histoire 3 : Yaji et moi (ヤジとボク, Yaji to boku) - Histoire 4 : Le Retour de Yamatarô (山太郎かえる, Yamatarō kaeru) - Histoire 5 : Le Pont de Korosuké (ころすけの橋, Korosuke no hashi) |                 |               |                  |                   |
| 4 | 4 février 1999  | 4-08-872674-X | 22 novembre 2006 | 978-2-7560-0662-8 |
| Liste des chapitres : - Histoire 1 : Muse et Don (ミューズとドン, Myūzu to don) - Histoire 2 : Sept Bestioles dans le désert (荒野の七ひき, Kōya no nana hiki) - Histoire 3 : Adachi-ga-hara (安達が原, Adachi gahara) |                 |               |                  |                   |
| 5 | 4 mars 1999     | 4-08-872684-7 | 10 janvier 2007  | 978-2-7560-0663-5 |
| Liste des chapitres : - Les Cent Contes (百物語, Hyakumonogatari) - Chapitre 1 : Le Vagabond (放浪編) - Chapitre 2 : Le Mont horrible (恐山編) - Chapitre 3 : L'Or (黄金編) - Chapitre 4 : Le Grand chambardement (下克上編) |                 |               |                  |                   |
| 6 | 4 octobre 1999  | 4-08-872684-7 | 11 avril 2007    | 978-2-7560-0664-2 |
| Liste des chapitres : - Histoire 1 : Le Cerveau de cristal (ガラスの脳, Garasu no nō) - Histoire 2 : Invitation au grotesque (グロテスクへの招待, Gurotesuku e no shōdai) - Histoire 3 : Les Fiancés du Ringel-Rock (ふたりでリンゲル・ロックを, Futari de ringeru rokku o) - Histoire 4 : Une Fille dans le vent (るんは風の中, Run wa kaze no naka) - Histoire 5 : La Dimension zéro (0次元の丘, 0-Jigen no oka) |                 |               |                  |                   |
| 7 | 4 novembre 1999 | 4-08-872789-4 | 22 août 2007     | 978-2-7560-0707-6 |
| Liste des chapitres : - Histoire 1 : La Maison Oba (マンションOBA, Manshon OBA) - Histoire 2 : La Maison Oba - printemps joli, printemps fleuri... (春らんまんの花の色, Haru ranman no hana no iro) - Histoire 3 : La Marche de Tenteke (てんてけマーチ, Ten teke māchi) - Histoire 4 : Yotsuya Kaidan (四谷快談) |                 |               |                  |                   |
| 8 | 2 décembre 1999 | 4-08-872798-3 | 17 octobre 2007  | 978-2-7560-0708-3 |
| Liste des chapitres : - Histoire 1 : Shiranui (白縫, Haku Nui) - Histoire 2 : Sept jours d'angoisse (7日の恐怖, 7-Nichi no kyōfu) - Histoire 3 : Effondrement (コラープス, Korāpusu) - Histoire 4 : Planète lointaine (はるかなる星, Harukanaru hoshi) |                 |               |                  |                   |
| 9 | 7 janvier 2000  | 4-08-872810-6 | 16 janvier 2008  | 978-2-7560-0709-0 |
| Liste des chapitres : - Histoire 1 : Les Deux Shôgun (二人のショーグン, Futari no shōgun) - Histoire 2 : L'Étranger (赤の他人, Aka no tanin) - Histoire 3 : La Classe condamnée (あかずの教室, Akazu no kyōshitsu) |                 |               |                  |                   |
| 10 | 2 février 2000  | 4-08-872823-8 | 16 avril 2008    | 978-2-7560-0710-6 |
| Liste des chapitres : - Histoire 1 : L'Ange impudique (低俗天使, Teizoku tenshi) - Histoire 2 : Sérénade pour un nombril (ブタのヘソのセレナーデ, Buta no Heso no serenāde) - Histoire 3 : La Lune et les loups (月と狼たち, Tsuki to ōkami-tachi) - Histoire 4 : Le Palais de ceux qui ne prennent pas le même chemin que tout le monde |                 |               |                  |                   |
| 11 | 4 octobre 2000  | 4-08-873020-8 | 9 juillet 2008   | 978-2-7560-0711-3 |
| Liste des chapitres : - Grandoll (グランドール, Gurandōru) - Chapitre 1 : Les Chevaux du diable - Chapitre 2 : Le Club de karaté - Chapitre 3 : Le Complot des envahisseurs - Chapitre 4 : Les Abeilles |                 |               |                  |                   |
| 12 | 2 novembre 2000 | 4-08-873037-2 | 15 octobre 2008  | 978-2-7560-0712-0 |
| Liste des chapitres : - Histoire 1 : Jack Rangun dans : L'Homme au colt d'or (光線銃ジャック, Kōsenjū jakku) - Histoire 2 : La Ferme humaine (人間牧場, Ningen bokujō) - Histoire 3 : Les trois hommes qui pouvaient voir le futur (未来をのぞく3人, Mirai o nozoku san-nin) - Histoire 4 : Il y a un fou parmi nous ! (だれかが狂ってる!, Dare ka ga kurutteru!) - Histoire 5 : S.O.S. la Terre (宇宙からのSOS, Uchū kara no SOS) - Histoire 6 : 2 moins 2 égale 2 (2から2を消せば2, 2 kara 2 o keseba 2) - Histoire 7 : L'Ombre dans le filet (バックネットの青い影, Bakku netto no aoi kage) - Histoire 8 : Le Bathys n'est jamais remonté (バチス号浮上せず, Bachisu-gō fujō sezu) - Histoire 9 : Zéro le grand (偉大なるゼオ, Idainaru zeo) |                 |               |                  |                   |
| 13 | 4 décembre 2000 | 4-08-873046-1 | 11 février 2009  | 978-2-7560-0713-7 |
| Liste des chapitres : - Les Shinsen-Gumi (新撰組, Shinsenkumi) - Chapitre 1 : Quartier Mibu - Chapitre 2 : Yae - Chapitre 3 : Pluie soudaine - Chapitre 4 : Fleur coupée - Chapitre 5 : Troisième district |                 |               |                  |                   |
| 14 | 6 janvier 2001  | 4-08-873061-5 | 15 avril 2009    | 978-2-7560-0714-4 |
| Liste des chapitres : - Histoire 1 : La Courtisane (女郎蜘蛛, Jorōgumo) - Histoire 2 : O-Tsune (お常, O Tsune) - Histoire 3 : Jumbô (ジャムボ, Jamubo) - Histoire 4 : La terre des hommes-tigres (虎人境, Tora jinkyō) |                 |               |                  |                   |
| 15 | 2 février 2001  | 4-08-873075-5 | 19 août 2009     | 978-2-7560-0715-1 |
| Liste des chapitres : - Histoire 1 : L'immeuble a des yeux (ビルの中の目, Biru no naka no me) - Histoire 2 : Le bruit de l'enfer (悪魔の音, Akuma no oto) - Histoire 3 : Mission secrète no 3 (秘密指令第3号, Himitsu shirei dai 3-gō) - Histoire 4 : Sept heures du matin dans les sous-sols (午前7時の地下室, Gozen shichi-ji no chikashitsu) - Histoire 5 : Le fantôme de la base aérienne (ジェット基地の幽霊, Jetto kichi no yūrei) - Histoire 6 : Tu es tout seul maintenant ! (最後はきみだ!, Saigo wa kimida!) - Histoire 7 : La famille Dawson (ドースン一家の記録, Dōsun-ka no kiroku) - Histoire 8 : Vanité (刹那, Setsuna) - Histoire 9 : Trois points d'histoire (三つのスリル, Mittsu no suriru)                                   |                 |               |                  |                   |
| 16 | 4 octobre 2001  | 4-08-873176-X | 2 décembre 2009  | 978-2-7560-0716-8 |
| Liste des chapitres : - Histoire 1 : Le Chat vert (緑の猫, Midori no neko) - Histoire 2 : Le Rayon noir (くろい宇宙線, Kuroi uchū-sen) - Histoire 3 : Les Monts de la peur (恐怖山脈, Kyōfu sanmyaku) |                 |               |                  |                   |
| 17 | 2 novembre 2001 | 4-08-873188-3 | 14 avril 2010    | 978-2-7560-0717-5 |
| Liste des chapitres : - Histoire 1 : Le Spatio-drome (宇宙空港, Uchū kūkō) - Histoire 2 : La Frontière folle (狂った国境, Kurutta kokkyō) - Histoire 3 : Balles sauvages (荒野の弾痕, Kōya no dankon) |                 |               |                  |                   |
| 18 | 4 décembre 2001 | 4-08-873199-9 | 10 novembre 2010 | 978-2-7560-1689-4 |
| Liste des chapitres : - Flying Ben (フライング・ベン, Furaingu ben) - 1 - Préambule : Le garçon du chalet (山小屋に住む少年, Yamagoya ni sumu shōnen) - Chapitre 1 : Le fugitif et le chien (追われた男と犬, Owareta otoko to inu) - Chapitre 2 : Les mauvais esprits se rapprochent (しのびよる魔の手, Shinobiyoru ma no te) - Chapitre 3 : Le trésor enfoui (うずもれた財宝, Uzumoreta zaihō) - Chapitre 4 : Duel avec le roi des singes (ボスザルとの対決, Bosuzaru to no taiketsu) - Chapitre 5 : Un homme appelé « Mirage » (かげろうという名の男, Kagerō to iu na no otoko) - Chapitre 6 : L'étoile du cirque (サーカスの花形, Sākasu no hanagata)                                                                                         |                 |               |                  |                   |
| 19 | 5 janvier 2002  | 4-08-873212-X | 9 février 2011   | 978-2-7560-2191-1 |
| Liste des chapitres : - Flying Ben (フライング・ベン, Furaingu ben) - 2 - Chapitre 7 : Ben, agent 00 (00犬ベン, 00 Inu ben) - Chapitre 8 : Départ pour l'aventure (冒険への旅立ち, Bōken e no tabidachi) - Chapitre 9 : Au loin, Wul hurle (ウルの遠吠え, Uru no tōboe) - Chapitre 10 : Le grand chef Dark Grey (大首領 ダーク・グレイ, Dai shuryō dāku gurei) - Chapitre 11 : Héléna la solitaire (ひとりぼっちのエレーナ, Hitori botchi no erēna) |                 |               |                  |                   |
| 20 | 4 février 2002  | 4-08-873226-X | 8 juin 2011      | 978-2-7560-2290-1 |
| Liste des chapitres : - Flying Ben (フライング・ベン, Furaingu ben) - 3 - Chapitre 12 : Le message est déchiffré! (暗号文を解け!, Angō bun o toke!) - Chapitre 13 : La crypte où dort le trésor (財宝のねむる場所, Zaihō no nemuru basho) - Chapitre 14 : Un renard sachant tromper (キツネのたくらみ, Kitsune no takurami) - Chapitre 15 : La mort de Poutch (プチの死, Puchi no shi) - Chapitre 16 : Le dernier combat (最後の戦い, Saigonotatakai) - Épilogue : Ben, le cosmochien (宇宙犬ベン, Uchūken ben) |                 |               |                  |                   |

### Prépublication
1. ↑  juillet 1985, Monthly Shōnen Jump.
2. ↑  23 mai 1971, Weekly Shōnen Sunday.
3. ↑  janvier 1979, Monthly Shōnen Jump.
4. ↑  janvier 1973, Monthly Shōnen Jump.
5. ↑  30 septembre 1974, Shōnen Gahosha.
6. ↑  1er janvier 1975, Shōnen Gahosha.
7. ↑  septembre 1980, Monthly Shōnen Jump.
8. ↑  janvier 1981, Monthly Shōnen Jump.
9. ↑  janvier 1983, Monthly Shōnen Jump.
10. ↑  septembre 1973, Monthly Shōnen Jump.
11. ↑  19 mars 1973, Monthly Shōnen Jump.
12. ↑  22 novembre 1971, Monthly Shōnen Jump.
13. ↑  mars 1975, Monthly Shōnen Jump.
14. ↑  janvier 1980, Monthly Shōnen Jump.
15. ↑  19 février 1978, Weekly Shōnen Sunday.
16. ↑  18 septembre 1972, 16 octobre 1972, 20 novembre 1972, Weekly Shōnen Jump.
17. ↑  17 juillet 1972, Weekly Shōnen Jump.
18. ↑  22 mars 1971, Weekly Shōnen Jump.
19. ↑  26 juillet 1971, Weekly Shōnen Jump.
20. ↑  23 août 1971, Weekly Shōnen Jump.
21. ↑  27 septembre 1971, Weekly Shōnen Jump.
22. ↑  25 octobre 1971, Weekly Shōnen Jump.
23. ↑  21 février 1971, Weekly Shōnen Sunday.
24. ↑  septembre 1981, Monthly Shōnen Jump.
25. ↑  janvier-février 1982, Monthly Shōnen Jump.
26. ↑  avril 1979, Monthly Shōnen Jump.
27. ↑  30 mars 1969, Weekly Shōnen Sunday.
28. ↑  20 mars 1972, Weekly Shōnen Jump.
29. ↑  17 avril 1972, Weekly Shōnen Jump.
30. ↑  septembre 1977, Monthly Shōnen Jump.
31. ↑  12 avril 1976, Weekly Shōnen Jump.
32. ↑  26 avril 1971, Weekly Shōnen Jump.
33. ↑  novembre 1969, Deluxe Shōnen Sunday.
34. ↑  27 décembre 1971, Weekly Shōnen Jump.
35. ↑  22 janvier 1973, Weekly Shōnen Jump.
36. ↑  4 février-1er janvier 1979, Weekly Shōnen Sunday.
37. ↑  février 1970, Deluxe Shōnen Sunday.
38. ↑  21 juin 1971, Weekly Shōnen Jump.
39. ↑  12 mai 1975, Weekly Shōnen Jump.
40. ↑  24 mai 1971, Weekly Shōnen Jump.
41. ↑  17 janvier 1972, Weekly Shōnen Jump.
42. ↑  janvier-septembre 1968, Shōnen Book.
43. ↑  4 août 1963, Weekly Shōnen Sunday.
44. ↑  1961, Bessatsu Shōnen Sunday (en).
45. ↑  janvier 1958, Adventure King.
46. ↑  août 1960, Bessatsu Shōnen Sunday.
47. ↑  1962, Shōnen Book.
48. ↑  1962, Bessatsu Shōnen Sunday.
49. ↑  1962, Bessatsu Adventure King.
50. ↑  25 août 1963, Weekly Shōnen Sunday.
51. ↑  1er mars 1964, Weekly Shōnen Sunday.
52. ↑  janvier-octobre 1963, Shōnen Book.
53. ↑  17 janvier 1971, Shōnen Gahosha.
54. ↑  23 mai 1971, Shōnen Gahosha.
55. ↑  janvier 1974, Chūichi Jidai.
56. ↑  3 août 1969, Shōnen Gahosha.
57. ↑  décembre 1956, Shōnen Book.
58. ↑  septembre 1956, Shōnen Book.
59. ↑  janvier 1957, Shōnen Book.
60. ↑  octobre-novembre 1956, Shōnen Book.
61. ↑  mars 1957, Shōnen Book.
62. ↑  juillet 1957, Shōnen Book.
63. ↑  février-septembre 1966, Shōnen Book (en).
64. ↑  septembre 1966-avril 1967, Shōnen Book.
65. ↑  avril-octobre 1967, Shōnen Book.

### Édition japonaise
Shueisha BOOKS
1. 1 2  (ja) « Tome 1 ».
2. 1 2  (ja) « Tome 2 ».
3. 1 2  (ja) « Tome 3 ».
4. 1 2  (ja) « Tome 4 ».
5. 1 2  (ja) « Tome 5 ».
6. 1 2  (ja) « Tome 6 ».
7. 1 2  (ja) « Tome 7 ».
8. 1 2  (ja) « Tome 8 ».
9. 1 2  (ja) « Tome 9 ».
10. 1 2  (ja) « Tome 10 ».
11. 1 2  (ja) « Tome 11 ».
12. 1 2  (ja) « Tome 12 ».
13. 1 2  (ja) « Tome 13 ».
14. 1 2  (ja) « Tome 14 ».
15. 1 2  (ja) « Tome 15 ».
16. 1 2  (ja) « Tome 16 ».
17. 1 2  (ja) « Tome 17 ».
18. 1 2  (ja) « Tome 18 ».
19. 1 2  (ja) « Tome 19 ».
20. 1 2  (ja) « Tome 20 ».

### Édition française
Delcourt MANGA
1. 1 2  (fr) « Tome 1 ».
2. 1 2  (fr) « Tome 2 ».
3. 1 2  (fr) « Tome 3 ».
4. 1 2  (fr) « Tome 4 ».
5. 1 2  (fr) « Tome 5 ».
6. 1 2  (fr) « Tome 6 ».
7. 1 2  (fr) « Tome 7 ».
8. 1 2  (fr) « Tome 8 ».
9. 1 2  (fr) « Tome 9 ».
10. 1 2  (fr) « Tome 10 ».
11. 1 2  (fr) « Tome 11 ».
12. 1 2  (fr) « Tome 12 ».
13. 1 2  (fr) « Tome 13 ».
14. 1 2  (fr) « Tome 14 ».
15. 1 2  (fr) « Tome 15 ».
16. 1 2  (fr) « Tome 16 ».
17. 1 2  (fr) « Tome 17 ».
18. 1 2  (fr) « Tome 18 ».
19. 1 2  (fr) « Tome 19 ».
20. 1 2  (fr) « Tome 20 ».